# Vicente González Palacín
Vicente González Palacín,  (Santander, 9 de marzo de 1904 - Ciudad de México, 19 de febrero de 1973), fue un editor español y mecenas del exilio republicano español en México.

## Datos Biográficos
Vicente González Palacín hizo su formación y cursó estudios de medicina en Santander, su provincia natal, donde conoció y forjó amistad con León Felipe cuando el poeta vivía su aventura de farmacéutico en aquella región, amistad que perduró hasta la muerte del poeta en México en 1968. 
Al fallecer su padre, la familia se fue a la ruina, y los González Palacín emigraron a América con la intención de trabajar en las tabacaleras de Tampa, Florida. En escala obligada en La Habana, el 11 de junio de 1922, Vicente González Palacín decidió partir a México, separándose así de su madre, Avelina Palacín, su tía Adela y hermana María Jesús González Palacín, a quienes no volvió a ver sino hasta el año 1937 y 1958 respectivamente.
Al llegar al puerto de Veracruz, González Palacín trabajó en una tienda de ultramarinos expendedora de tabacos para poder continuar el viaje, sin embargo, conforme pasaba el tiempo, su estancia en México se tornó definitiva. En esos primeros años, fue vendedor, promotor, estibador, y, más adelante, consiguió trabajo en la industria papelera, donde a través de sus relaciones comerciales con la Papelera San Rafael, conoció a Carmen Iroz Iturgaiz con quien se casó.
En 1928 nació su primer hijo, Vicente, quien llegó a ser pintor y papelero en Orizaba Veracruz, al frente de la Papelera Veracruzana, y en 1931 nació José Luis, quien además de incursionar en las letras, se dedicó también a la industria editorial, ya que fue cofundador con el poeta Luis Rius, los escritores Horacio Lopez, Arturo Souto Alabarce y el pintor Inocencio Burgos, entre otros, de la editorial Hipocampo, y de la editorial Segrel, donde se editaba la revista Segrel, director de publicaciones de Promexa (promociones editoriales mexicanas), y en el área comercial, fue director general de la cadena de tiendas de autoservicio "Aurrerá", la tienda departamental "El Palacio de Hierro", etc., en donde realizó importantes campañas de promoción del libro al asociarse con la editorial Salvat y ediciones Aguilar entre otras editoriales, para vender libros a los precios más bajos que se conocían entonces en México. 
Al tiempo en el que nacía su segundo hijo, en España comenzaba la corta vida de la Segunda República, había ya el dinero justo y suficiente para repatriarse y vivir la experiencia republicana, sin embargo,  el fascismo con la complicidad internacional, acabó con la tierna primavera republicana y los González Palacín no volvieron a España.
En la década de los treinta, radicaron en la Ciudad de México, donde González Palacín probó suerte en numerosas actividades, incluso como cronista taurino en la XEQ, hasta que fue contratado por el estudio cinematográfico Metro Goldwyn Mayer en el área de comercialización y promoción.

## Relación con el exilio español
Al comenzar el éxodo y el exilio republicano en México, González Palacín se involucró con las agrupaciones pro ayuda a los refugiados, y de una manera generosa, tendió la mano a todo aquel republicano que lo requería. Fue Socio Fundador del Ateneo Español de México.
Al arribo a tierras mexicanas de los primeros refugiados, Vicente González Palacín realizó varios viajes para dar su apoyo a las familias republicanas, en Morelia, Veracruz, Perote,  conoció y ayudó a los que por siempre, fueron sus amigos. La situación económica de la familia González Iroz no era boyante, sin embargo, ello no impidió que los apoyara con su sueldo, o los alojara por días y semanas en su propia casa, mientras encontraban un lugar para asentarse, fuera este en la CD de México o en alguna otra ciudad de la provincia.

## Editor Republicano
Al Conjugarse la experiencia en los estudios cinematográficos y la industria papelera con el fin de la guerra civil española y la inmigración de grandes personajes de la cultura y trabajadores del libro, funda con su amigo  José Bolea la editorial Atlántida  donde publicaron títulos como Vasco de Quiroga un Obispo de utopía de Benjamín Jarnés (México 1939) y editan la Novela Semanal Cinematográfica. El primer número salió a la luz con fecha 5 de octubre de 1939, y el último, con el número 918 fechado en 1956, sin haber variado el formato que le dio origen. (Archivo Cineteca Nacional). De esta manera crea fuentes de trabajo para el exilio. 
Por un golpe de suerte, Vicente logró hacerse de un pequeño capital, con el cual terminan de pagar una modesta casa en la colonia Tepeyac, y con el dinero restante fundó una editorial en sociedad, con el propósito primordial de dar trabajo a republicanos recién llegados que no lo tenían o que vivían en condiciones muy estrechas. Surge así, en Sociedad Anónima, la editorial "Galatea", precursora de la Editorial Leyenda, iniciando con la publicación de la colección "Atalaya" hasta el número 4, que publicará ya "Editorial Leyenda S.A.".  En ella colaboraron editando, ilustrando, traduciendo o como autores, personalidades como Joaquín y Ramón Xirau, Adolfo Sánchez Vázquez, Juan Rejano, Arturo Souto, Emilio Prados, Joaquín y Enrique Díez Canedo, José Renau, Moreno Villa, Climent, el peruano Cosío del Pomar, y los mexicanos Ermilo Abreu Gómez, Andrés Henestrosa y Fernando Benítez entre otros.
González Palacín a través de Leyenda, fue editor de operas primas entre las que destacan "Caballo y Dios" del escritor y periodista Fernando Benítez, de la primera edición mexicana del Códice Ramírez en castellano, además de "Esfinge Mestiza" de Juan Rejano entre otras muchas publicaciones importantes.
Vicente González Palacín fue un hombre polifacético que su vida personal la hacía corresponder con su obra. Como gran lector, muchas fueron sus pasiones, pero en lo particular la poesía y la literatura española, la geografía universal, la novela histórica y manuales de fotografía, de oficios y artesanales que encontraba a su paso. En su casa, ya con el tiempo, llegó a tener un taller de encuadernación, un laboratorio de fotografía, un estudio y una biblioteca, además de haber adaptado la cochera como taller de carpintería y metales para sus tiempos libres.